# Марсел Хайстер
Марсел Хайстер (на немски: Marcel Heister) е германски футболист, който играе на поста ляв бек. Състезател на Лудогорец.

## Кариера
Хайстер е бивш футболист на втория отбор на Хофенхайм, Задар, Истра, Бейтар Йерусалим, Ференцварош и МОЛ Фехервар.
На 20 юни 2023 г. Марсел е обявен за ново попълнение на разградския Лудогорец. Дебютира на 14 юли при загубата с 3:1 като гост на Крумовград.

## Успехи
Ференцварош
- Първа унгарска футболна лига (3): 2018/19, 2019/20, 2020/21